# Симон Зехтер
Симон Зехтер (нім. Simon Sechter; 11 жовтня 1788, Фрідберг, Чехія — 10 вересня 1867, Відень) — австрійський органіст, композитор і музичний теоретик.

## Біографія
Симон Зехтер народився 11 жовтня 1788 року в Фрідберзі. З 1804 року навчався у Відні у Антоніо Сальєрі. У 1810 році почав викладати фортепіано і спів у школі для сліпих. З 1824 року — придворний органіст, з 1851 року — професор Віденської консерваторії.
Теоретичні погляди Зехтера викладені ним у тритомній праці «основи музичної композиції» (нім. Die Grundsätze der musikalischen Komposition; Лейпциг, 1853-1854), що розвиває ідеї Жана-Філіпа Рамо і справив значний вплив на сучасних і наступних дослідників.
Як композитор Зехтер знаменитий тим, що залишив близько 5000 фуг, маючи звичку складати щонайменше по одній фузі в день; ймовірно, Зехтер був найпродуктивнішим композитором в історії музики. крім фуг зехтеру належить також ряд ораторій, мес і т. ін.
Перш за все, однак, Зехтер відомий як педагог, що вплинув на творче формування багатьох видатних музикантів. У Зехтера вчилися Сигізмунд Тальберг, Франц Лахнер, Ганс Балатка, Анрі В'єтан, Густав Ноттебом, Миска Хаузер, Корнелій Станкович, Бела Келер і Антон Брукнер, з яким зехнер займався в 1855-1861 роках по листуванню; Зехнер вважав Брукнера своїм найобдарованішим учнем, і Брукнер пізніше змінив його у Віденській консерваторії.
Симон зехтер помер 10 вересня 1867 року в місті Відні.